# Gloria Hooper, Baroness Hooper

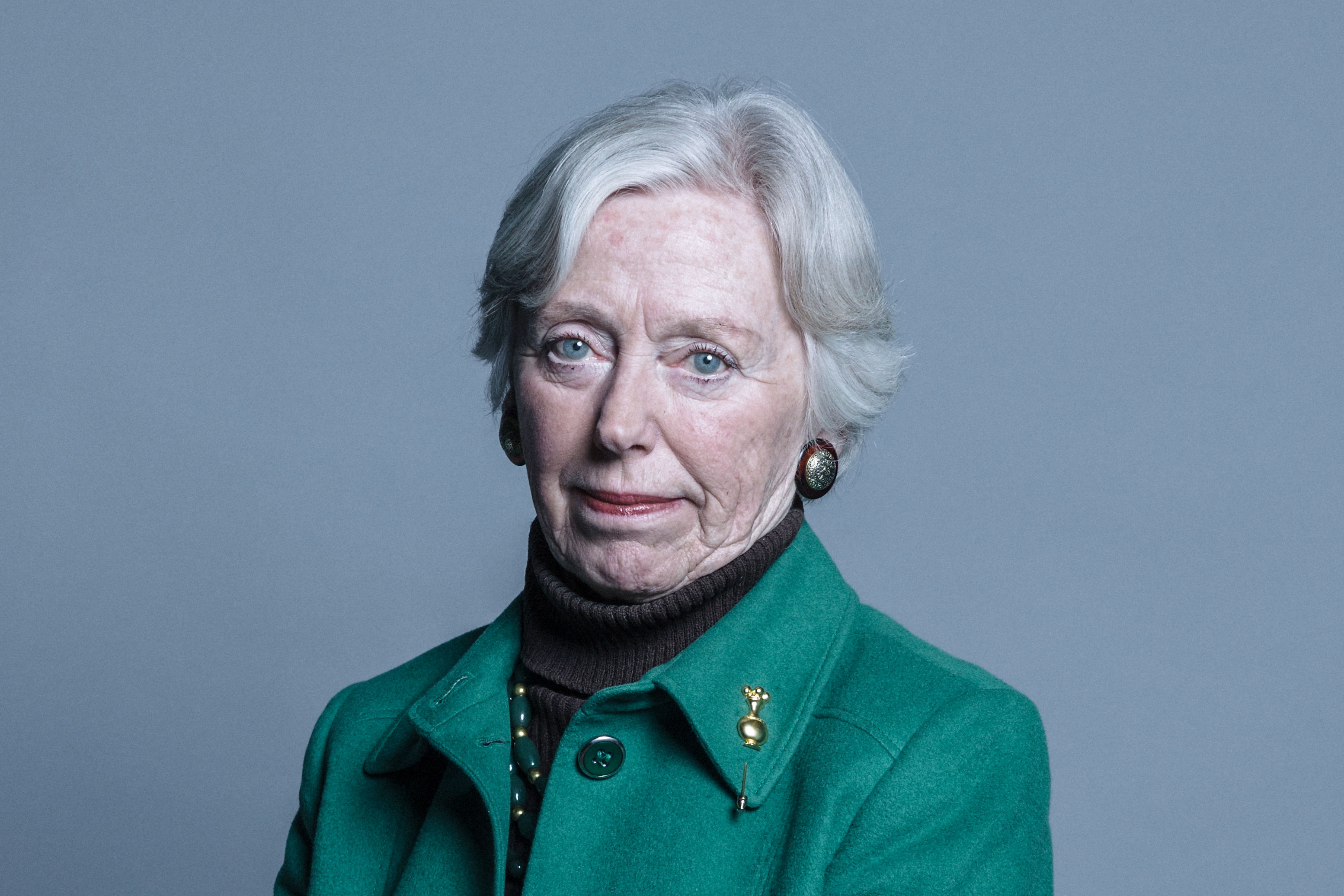
Gloria Hooper, Baroness Hooper

Gloria Dorothy Hooper, Baroness Hooper, CMG, DSG, FRSA, FRGS (* 25. Mai 1939) ist eine britische Anwältin und Life Peer im House of Lords.
Die Tochter von Frederick Hooper und Frances Maloney ging auf die La Sainte Union Convent High School, Southampton und die Royal Ballet School. Sie studierte an der University of Southampton, wo sie 1960 mit einem Bachelor of Arts in Recht abschloss und an der Universidad Central del Ecuador, wo sie als Stipendiat der Rotary Foundation war. Baroness Hooper CMG gründete 1995 die The British School of Quito.

## Vorleben
Hooper war in den Jahren 1960/1961 Assistent des Chefarchivars von John Lewis Partnership und von 1960 bis 1961 Lektor bei Sweet & Maxwell, Law Publishers. Von 1962 bis 1967 war sie Pressesprecher des Stadtrats von Winchester und von 1967 bis 1972 Notar bei Taylor and Humbert. Bis 1973 war sie in der Kanzlei Slater Walker France S.A. und anschließend 1974 bis 1984 Partner bei Taylor and Humbert (jetzt Taylor, Wessing).

## Politische Karriere
Als aktives Mitglied der Conservative Party wurde Hooper als Kandidatin im Wahlkreis Liverpool für die Europawahl 1979 aufgestellt. Es war eigentlich ein sicherer Labour-Sitz, aber Hooper gewann ihn mit einem Vorsprung von 7227 Stimmen; Ihr Gegenkandidat war Terry Harrison ein Mitglied des trotzkistischen Flügels von Labour. Verglichen mit der fünf Wochen vorher stattgefundenen Unterhauswahl, war dies der stärkste Umschwung zu den Konservativen im ganzen Land. Hooper konnte bei der Europawahl 1984 nicht erneut ins Parlament einziehen.

## Mitgliedschaften
- Mitglied der Law Society of England and Wales
- Präsidentin der British Educational Suppliers Association
- Vizepräsidentin von Canning House
- Präsidentin von  Waste Watch
- Präsidentin  der European Foundation For Heritage Skills
- Ausschussmitglied des Institute for the Study of the Americas. der (University of London)
- Präsidentin von Good Guy’s Cancer Appeal
- Präsidentin der Anglo Latin-American Foundation
- Präsidentin von Friends of Colombia for Social Aid
- Treuhänderin der  Royal Academy of Dance
- Treuhänderin des Centre for Global Energy Studies
- Treuhänderin des  National Museums and Galleries of Merseyside Development Trust
- Treuhänderin des Industry and Parliament Trust
- Mitglied und Treuhänderin von  The Tablet
- Mkzglied der Royal Society of Arts und der Royal Geographical Society

## Adelung
Ihr wurde der Order of St Michael and St George (CMG) verliehen und am 10. Juni 1985 wurde sie als Baroness Hooper zur Life Peeress erhoben. Sie ist auch Trägerin des Order of St Gregory the Great.